# فرناندو د خسوس ریبیرو
فرناندو د خسوس ریبیرو (پرتغالی: Fernando de Jesus Ribeiro؛ زادهٔ ۷ ژوئیهٔ ۱۹۸۴) دروازه‌بان بازنشسته فوتبال اهل برزیل است.
وی سابقه بازی در تیم‌هایی همچون استقلال خوزستان، گسترش فولاد، ماشین‌سازی و پارس جنوبی جم را در کارنامه دارد.

## عملکرد در ایران
او که در لیگ پانزدهم برتر فوتبال ایران دروازه‌بان اول تیمش بود در تمام نیم فصل (پانزده هفته) فقط چهار بار گل دریافت کرد و رکوردی جدید در لیگ برتر ایران از خود به‌جای گذاشت و باعث قهرمانی تیمش در نیم فصل شد. وی به عنوان بهترین دروازه‌بان لیگ برتر فوتبال ایران ۹۵–۱۳۹۴ انتخاب شد.